# Roberto Miranda
Roberto Lopes de Miranda, conegut com a Roberto, (31 de juliol de 1944) és un exfutbolista brasiler.

## Selecció del Brasil
Va formar part de l'equip brasiler a la Copa del Món de 1970.